# Titkos tanács

Az Egyesült Királyság címere

A Titkos tanács, Királyi Államtanács vagy Az uralkodó magántanácsa (angolul: Privy Council, teljes megnevezése His Majesty's Most Honourable Privy Council) egy hivatalos tanácsadó testület, amely az Egyesült Királyság uralkodói mellett működik. A tanács tagjai, a titkos tanácsosok (Privy Counsellors) általában politikusok, magas rangú köztisztviselők, parlamenti képviselők és főnemesek közül kerülnek ki.
A Tanács régebben igen befolyásos testület volt, de manapság döntéseit kizárólag egyik kis létszámú bizottsága, a Kabinet hozza, mely hivatalosan a Titkos Tanács Végrehajtó Bizottsága (Executive Committee of the Privy Council), gyakorlatilag ez az Egyesült Királyság kormánya. A Tanács javaslatokat fogalmaz meg az uralkodó számára az uralkodói előjogok (Royal Prerogatives) alkalmazásával kapcsolatban, illetve az uralkodóval együtt és annak nevében rendeleteket adnak ki (Orders in Council), amelyek az angol jog részét képezik. A Tanács önmagában is kiadhat rendeleteket (Orders of Council), amelyek általában a különféle állami és kormányzati intézményeket  szabályozzák. A Tanács emellett javaslatokat ad az uralkodónak királyi megbízólevelek (Royal Charter) kibocsátására vonatkozóan, amelyek kiemelt státuszt adnak jogi személyiséggel rendelkező szervezeteknek.
A Tanács ülésén részt vevő uralkodó az államjogi elképzelés szerint igazságszolgáltatási funkciókat is ellát, de ezt a tevékenységet ma már szinte kizárólag a Tanács Igazságszolgáltatási Bizottsága végzi. E bizottság tagjai titkos tanácsosokká kinevezett bírák: az Egyesült Királyság legfelsőbb bíróságának bírái, Anglia és Wales fellebbviteli bíróságának tagjai, az északír fellebbviteli bíróság tagjai, a skót legfelsőbb bíróság tagjai, illetve a Brit Nemzetközösség egyes országaiból delegált bírák. A Tanács régebben a Brit Birodalom legfelsőbb bíróságának szerepét töltötte be (az Egyesült Királyság kivételével), és még ma is foglalkozik a koronagyarmatokról, a brit tengerentúli területekről és a Nemzetközösség egyes országaiból érkező ügyekkel.

## Története
Az angolszász uralom alatt álló Angliában witenagemot (jelentése „bölcs emberek találkozója”) volt az államtanács neve, amely a 7. századtól kezdve a 11. századig ülésezett. A normann hódítás után az uralkodót a királyi udvar (Curia Regis) segítette, amely a leghatalmasabb világi és egyházi nemesurakból, illetve a királyság fő tisztviselőiből állt. Az udvar törvényhozási, igazságszolgáltatási és adminisztrációs kérdésekben is illetékes volt. Később ezeket a funkciókat önálló szervezetek kezdték betölteni: az igazságszolgáltatás a bíróságok feladata lett, míg a parlament töltötte be egyre inkább a törvényhozás szerepét. Ezen fejlemények ellenére a Tanács fenntartotta magának a jogot, hogy akár első fokon, akár fellebbviteli bíróságként tárgyalásokat tartson. Ezen felül a Tanács közreműködésével hozott uralkodói rendeleteknek, törvényeknek ugyanolyan jogi erejük volt, mint a parlament által elfogadott törvényeknek. A leghatalmasabb angol uralkodók rendszeresen a Tanácsot használták, hogy akaratuknak a bíróságok és a parlament megkerülésével érvényt szerezzenek. Például a Tanács egyik testülete (az ún. Star Chamber) a 15. században felhatalmazást kapott, hogy halálbüntetés kivételével bármilyen büntetést kiszabjon anélkül, hogy kötötték volna a szokásos bíróság eljárás szabályai. VIII. Henrik angol király uralkodása idején a király, a Tanács közreműködésével, királyi kiáltványok révén alkotott jogot. A parlament törvényhozási jogosítványait csak Henrik halála után tudta visszaszerezni. Az idők folyamán azonban a Tanács egyre veszített jelentőségéből: bár megtartotta törvényhozási és igazságszolgáltatási funkcióinak egy részét, elsősorban adminisztratív-tanácsadó testület vált belőle. 1553-ban a Tanácsnak 40 tagja volt, bár az uralkodó egy lényegesebb kisebb testületre, a mai Kabinet elődjére támaszkodott.

## Az elnevezés eredete
A modern alkotmányos monarchiák kialakulása előtt Európában az uralkodó személye mellett működő tanácsadó testületet sokféle elnevezéssel illették (Staatsrath, conseil royal, conseil du roi, consejo real stb.), de minden eseten a legfőbb állami méltóságok és tisztviselők testületét jelentette, akik meghallgatása nélkül az uralkodó nem döntött.
Az angol kifejezés a francia privé („magán”, „magánjellegű”) szóból ered, amely a latin privatus szóból származik. Az angol szót három értelemben használták, ebben az esetben a „magánjellegű, exkluzív, valakinek a tulajdona” jelentéstartalom használatos, mivel a tanács kizárólag a király személyéhez kötődött. Hasonló értelemben használt a Privy Purse kifejezésben is, amely a mindenkori uralkodó személyes bevételeit jelenti (mely ma legnagyobbrészt a lancasteri hercegség jövedelmeiből származik).

## A Tanács tagjai
A Tanács tagjait együttesen az „Őfelsége Legtiszteletreméltóbb Titkos Tanácsának Nagyurai” címmel (The Lords of Her Majesty's Most Honourable Privy Council) nevezik. A testület vezetője a Lord President of the Council címet viselő elnök, mely tradicionálisan a negyedik legmagasabb méltóság az Egyesült Királyságban, és manapság általában a Lordok Háza vagy az Alsóház kormánypárti frakcióvezetője tölti be a tisztséget (Leader of the House). A Tanács másik tisztviselője az írnok, aki aláírásával látja el a Tanács által kiadott dokumentumokat.
A Tanács tagjainak megnevezésére mind a Privy Counsellor, mind a Privy Councillor elnevezést használják az angol nyelvben, de a Titkos Tanács az előbbi elnevezést preferálja, mert a counsellor jobban kifejezi a tanácsadás tevékenységét, mint a councillor, amely csupán egy adott testület tagját jelenti.
A mindenkori uralkodót illeti meg a jog, hogy a Titkos Tanács tagjait kinevezze, és bárkit felkérhet, de a gyakorlatban a kormány előterjesztésére történnek a kinevezések. A tagokat a parlamenti képviselők, az igazságszolgáltatás, és az egyház tisztviselői közül választják ki. A Tanács tagjaira vonatkozóan nincsenek alsó vagy felső létszámkorlátok, 2012 januárjában körülbelül 600 tagja volt. Azonban nem minden tanácstagnak van joga minden egyes ülésen részt venni, különösen, amikor a Kabinet ül össze: utóbbira csak azokat hívják meg, akikre a miniszterelnök igényt tart.
A Church of England három rangidős püspöke – Canterbury érseke, a yorki érsek és a londoni püspök – hivatalból, megválasztásuk után azonnal tagjai lesznek a Tanácsnak. A brit királyi család egyes tagjait szintén kinevezheti az uralkodó: korábban például a néhai Fülöp edinburgh-i herceg, II. Erzsébet férje is tagja volt a Tanácsnak, őt még VI. György brit király nevezte ki. Az uralkodó személyi titkára szintén hivatalból tagja a tanácsnak, csakúgy, mint a királyi udvartartás vezetője (Lord Chamberlain), valamint a parlament alsó- és felsőházának elnökei.
A brit igazságszolgáltatási rendszer legmagasabb rangú bíráit – az Egyesült Királyság legfelsőbb bíróságának, Anglia és Wales fellebbviteli bíróságának, az északír fellebbviteli bíróság, valamint a skót legfelsőbb bíróság tagjait – szintén hivatalból felveszik a Tanács tagjai közé.
A tanácsosok nagy többsége azonban politikus. A miniszterelnök, a kabinetminiszterek és a parlamenti ellenzék vezetője hivatali esküjük letétele után azonnal tagjai lesznek a Titkos Tanácsnak. Ezen felül a jelentős parlamenti pártok vezetőit is kinevezik a Tanácsba: jellemzően a harmadik legnagyobb parlamenti erő, a Liberális Demokrata Párt vezetőjét mindig. A Tanács tagjai lesznek a decentralizált területek önkormányzatainak vezetői (köztük a walesi és a skót első miniszter), illetve gyakran tekintélyes parlamenti képviselők is.
Mivel a Titkos Tanács tagjait hivatali esküjük kötelezi arra, hogy a Tanács ülésén elhangzottakat titokban tartsák, a Tanács ülései jó alkalmat adnak arra a miniszterelnöknek, hogy olyan információkat osszon meg a parlamenti ellenzék vezetőjével, amit normális esetben nem lehetne nyilvánosságra hozni. Például Tony Blair a Titkos Tanács ülését használta fel arra, hogy az iraki háború előestéjén az iraki tömegpusztító fegyverekre vonatkozó információkat osszon meg Iain Duncan Smith ellenzéki vezetővel és Charles Kennedy-vel, a liberális demokraták akkori vezetőjével.
Bár a Titkos Tanács elsősorban az Egyesült Királyság egyik intézménye, a Brit Nemzetközösség országaiból is neveznek ki tagokat. 2000-ig például Új-Zéland miniszterelnökét, vezető politikusait, az államügyészt és a legmagasabb rangú bírókat rendszeresen kinevezték a Tanácsba, bár ezt a gyakorlatot azóta beszüntették. Egészen a 20. század közepéig Kanada és Ausztrália miniszterelnöke is automatikusan tagja lett a Tanácsnak.
A Nemzetközösség azon országai esetében, ahol a brit uralkodó továbbra is az adott ország államfője, a mindenkori miniszterelnök még ma is a Titkos Tanács tagja lesz, miután beiktatták hivatalába.

## Hivatali idő
A Tanács tagjainak megbízatása életük végéig szól. Régebben az uralkodó halála után a Tanácsot azonnal feloszlatták, ahogyan minden más uralkodói kinevezés is érvényét vesztette. A 18. századra azonban szokássá vált, hogy a Tanácsot csak hat hónappal az előző uralkodó halála után oszlatják fel. A hagyomány szerint még azonban az új uralkodó az összes régi tagot kinevezi az új Titkos Tanácsba. A gyakorlatban tehát a Tanács megszakítás nélkül folytatta munkáját, és az 1901-ben elfogadott törvény (The Demise of the Crown Act 1901) értelmében az uralkodó halála már nem befolyásolja az uralkodó által kinevezett személyek hivatali idejét.
Az uralkodónak azonban jogában áll egyes személyeket elmozdítani a Tanácsból, a legutolsó alkalommal erre 2011. június 8-án került sor, amikor II. Erzsébet visszavonta Elliot Morley megbízatását, akit jogerősen elítéltek a brit parlamenti költségelszámolási botrány során. Ez azonban igen ritka eset, ezt megelőzően 1921-ben távolították Edgar Speyert az első világháború alatt tanúsított németbarát magatartása miatt.
A Tanács tagjai önként is lemondhatnak megbízatásukról, utoljára erre 1997-ben került sor, amikor Jonathan Aitkent hamis tanúzással vádolták.

## A Tanács ülései

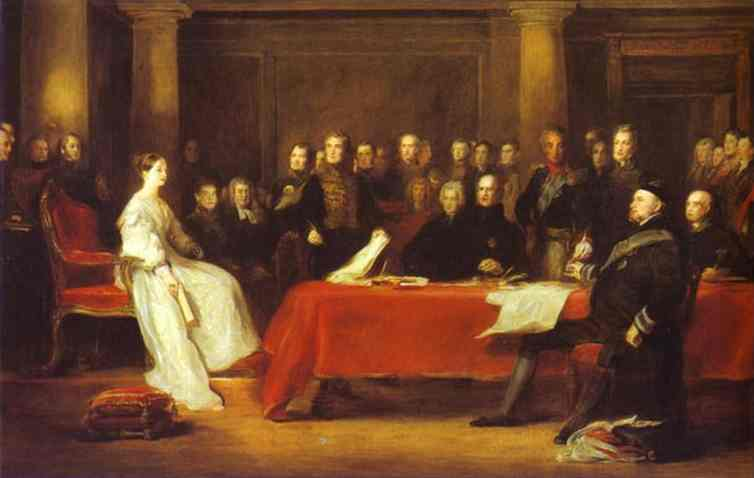
Viktória királynő első alkalommal vesz részt a Titkos Tanács ülésén trónra lépésének napján

A Tanács normális esetben minden hónapban egyszer ülésezik ott, ahol az uralkodó éppen tartózkodik. A Tanács már három tag jelenléte esetén is határozatképes.
Az uralkodó általában részt vesz a tanács ülésein, de távolléte esetén kettő vagy több személy helyettesítheti, azzal a kikötéssel, hogy helyettes csak az uralkodó házastársa vagy a trónöröklési rendben soron következő, 21 évesnél idősebb családtagjai lehetnek. Ezeken a rendszeres üléseken szokás szerint az uralkodó nem foglal helyet, ezáltal a Tanács tagjainak is állva kell maradnia, hogy az ülést minél rövidebbre fogják. A Tanács elnöke felolvassa az előre elkészített határozatok listáját, az uralkodó ezeket elfogadja vagy elveti.
A havi rendszeres ülésekre csak néhány tanácsos megy el, mert a gyakorlatban a Tanács napi rendszerességgel ülésezik, ahol az adott területért felelős miniszterek végzik az érdemi munkát. A brit parlamentáris monarchiában a Tanács minden döntését a területért felelős minisztérium készíti elő és szövegezi meg, a szöveget a felelős miniszternek is jóvá kell hagynia, mielőtt az uralkodó elé kerül, aki formálisan is jóváhagyja a döntést, amely így hatályba lép.
A Titkos Tanács összes tagja csak akkor vesz részt egy ülésen, amikor az uralkodó bejelenti eljegyzését (erre utoljára 1839. november 23-án, Viktória királynő uralkodása alatt került sor) vagy amikor az uralkodó bejelenti lemondását, illetve elhalálozik. 1811-ben, amikor György walesi herceget régenssé nevezték ki, a herceg szintén a teljes Titkos Tanács előtt tette le esküjét.
Új uralkodó trónra lépésekor a Titkos Tanács ún. trónralépési ülést tart (Accession Council), ahol kikiáltják az új uralkodót, aki a Tanács előtt többek között esküt tesz, hogy védelmezni fogja a skót egyház függetlenségét, és beszédet intéz a Tanácshoz, amelyet másnap a kormány hivatalos lapjában (London Gazette) tesznek közzé. Az utolsó ilyen ülésre 2022. szeptember 8-án került sor, III. Károly kikiáltásakor. Mivel II. Erzsébet - akkor edinburgh-i hercegné - külföldön volt apja, VI. György halála idején, a Tanács kétszer ülésezett 1952-ben: február 6-án kikiáltották az új uralkodót, majd az immár királynőként visszatérő Erzsébet megérkezése után ismét összegyűltek február 8-án, hogy a királynő letegye a Tanács előtt a törvények által előírt esküjét.

## Működése
A Tanács az uralkodóval együtt (Orders in Council) és az uralkodó nélkül (Orders of Council) adhat ki utasításokat. Az uralkodóval együtt kiadott utasításokat a kormány felelős minisztériuma készíti, majd a Tanács ülésén az uralkodó hagyja jóvá. Ezek az utasítások másodlagos jogforrásnak számítanak: kormányhatározatok, kormányzati kinevezések tartoznak ide, továbbá a walesi parlament határozatait, illetve a brit koronától függő területeken hozott törvényeket is itt fogadja el hivatalosan az uralkodó.
Az uralkodó nélkül hozott utasítások közé tartoznak azok a határozatok, amelyeket a Tanács parlamenti felhatalmazás alapján ad, és általában az állami szervek működését szabályozzák.
A Tanács ülésein kerül sor az ún. királyi megbízólevelek (Royal Charter) kiadására, amelyek speciális státusszal ruháznak fel jogi személyiséggel bíró szervezeteket (cégeket, szakmai egyesületeket, oktatási intézményeket). Ugyancsak a tanács adományozhat városi rangot (city vagy borough) az Egyesült Királyság településeinek – ez a cím presztízsértékén felül semmilyen kiváltsággal nem jár.

### Jogi és igazságszolgáltatási szerepe
A Tanács megtartott bizonyos igazságszolgáltatási funkciókat is az Egyesült Királyság területén. Többek között a Tanácshoz lehet fellebbezni az egyházi bíróságokról, a Cinque Ports néven ismert öt délkelet-angliai kikötővárosból, az állatorvosi kollégium fegyelmi bizottságától, valamint a Tanácsnál lehet beterjeszteni bizonyos, a parlament által meghozott törvényekkel szembeni kereset is.
Korábban a Tanács volt az egész Brit Birodalom legfelsőbb bírósága, de a Nemzetközösség megalakulásával ez a funkció mára háttérbe szorult, a legtöbb nemzetközösségi ország saját legfelsőbb bírósággal rendelkezik. Ennek ellenére a többi nemzetközösségi országból még ma is fordulhatnak fellebbezéssel a Tanácshoz, akárcsak a tengerentúli brit területekről, a koronagyarmatokról és a tengerentúli katonai bázisokról, amelyek brit fennhatóság alá tartoznak.
A fellebbezésekről a jog szerint az uralkodó dönthet, de a gyakorlatban minden ilyen ügy a Tanács Igazságszolgáltatási Bizottsága elé kerül, amelynek tagjai a Tanácsba kinevezett legfelsőbb bírák. A Bizottság döntését az uralkodó elé terjeszti, formális ajánlásként, melyet a gyakorlatban az uralkodó mindig jóváhagy.
2009-ig a Tanácsnak volt joga eljárni az 1998-ban elfogadott, skót, walesi és északír parlamenteket létrehozó törvények hatálya alá tartozó perekben, majd ezt követően az Egyesült Királyság Legfelsőbb Bírósága kapta meg ezt a jogosítvány.

## Jogok és kiváltságok
A Tanács egészét a „legméltóságosabb” (The Most Honourable), míg a tanácstagokat egyenként a „főméltóságú” (The Right Honourable) megszólítás illeti meg. Azok a főnemesek (bárók, vikomtok és grófok), akiknek rangjuknál fogva amúgy is jár ez a megszólítás, általában a nevük után illesztett PC betűkkel jelzik, hogy a Titkos Tanács tagjai. A közrendűeknél ez nem szükséges, mert a megszólítás általában jelzi, hogy tanácstagok.
Az parlamenti választások után azok a képviselők, akik a Titkos Tanács tagjai, általában a többi képviselő előtt (de a házelnök és a doyen után) teszik le esküjüket. Régen, ha egy tanácstag képviselő egyszerre emelkedett szólásra egy másik képviselővel, akkor a házelnök az előbbinek adott elsőbbséget, de ez mára kiment a gyakorlatból.
A Lordok Házában folytatott viták során a tanácstagoknak joguk van az uralkodó trónjának lépcsőin helyet foglalni.
Minden tanácstagnak joga van kihallgatást kérni az uralkodótól, de csakis a nyilvánosságot érintő ügyben.